# Jürgen Evers
Pour les articles homonymes, voir Evers.
Jürgen Evers (né le 24 avril 1965 à Stuttgart) est un athlète allemand spécialiste du sprint. Il a concouru pour l'ex-Allemagne de l'Ouest.

## Biographie

### Palmarès
| Date | Compétition                   | Lieu        | Résultat | Épreuve    | Performance   |
| ---- | ----------------------------- | ----------- | -------- | ---------- | ------------- |
| 1983 | Championnats du monde         | Helsinki    | 5e       | 4 × 100 m  | 38 s 56       |
| 1983 | Championnats d'Europe juniors | Schwechat   | 1er      | 200 mètres | 20 s 37       |
| 1983 | Championnats d'Europe juniors | Schwechat   | 1er      | 4 × 100 m  | 39 s 25 (AJR) |
| 1984 | Jeux olympiques d'été         | Los Angeles | 5e       | 4 × 100 m  | 38 s 99       |
| 1986 | Championnats d'Europe         | Stuttgart   | 2e       | 200 mètres | 20 s 75       |

### Records
| Épreuve    | Performance | Lieu      | Date         |
| ---------- | ----------- | --------- | ------------ |
| 100 mètres | 10 s 31     |           | 1983         |
| 200 mètres | 20 s 37     | Schwechat | 28 août 1983 |